# KKND2: Krossfire
KKnD2: Krossfire est un jeu vidéo de stratégie en temps réel post-apocalyptique développé par Beam Software et publié sur PC le 31 octobre 1998. Il fait suite à KKnD, publié en 1997, dans lequel deux factions luttent pour le contrôle des ressources dans un monde post-apocalyptique. Après leur défaite contre les mutants, les survivants humains font face à une nouvelle menace, des robots agricoles reconvertis en machine de guerre. En dehors de l’ajout d’une nouvelle faction, son système de jeu est dans la lignée de celui de son prédécesseur et se focalise sur les combats plutôt que sur la gestion des ressources ou l’utilisation des capacités spéciales des unités. Sa principale  originalité réside dans la possibilité de personnaliser certaines unités en leur ajoutant des modules pour modifier leurs caractéristiques. À sa sortie, il fait l’objet de critiques mitigées dans la presse spécialisée qui lui reproche notamment son manque d’originalité et les lacunes de son interface graphique et de son intelligence artificielle, et qui le juge dépassé face à StarCraft ou à Total Annihilation.
Le jeu est porté sur PlayStation en 1999 sous le titre KKnD: Krossfire.

## Trame
KKND2 reprend la trame de KKnD. Il prend place dans un futur post-apocalyptique de la Terre dans lequel l'humanité a été décimée par une guerre nucléaire. Il se déroule en 2179, plusieurs années après les événements de son prédécesseur dans lequel des survivants, restés cachés sous terre pendant la catastrophe, affrontent ceux restés à la surface, qui se sont transformés en mutants. Dans KKND2, les survivants et les mutants doivent faire face à une nouvelle faction, les séries 9, des robots agricoles reconverti en machine de guerre par manque de travail,.

## Système de jeu
KKND2 est un jeu de stratégie en temps réel dans la lignée de son prédécesseur. Comme dans ce dernier, le joueur doit collecter des ressources et développer sa base pour créer une armée afin de combattre ses ennemis. Pour collecter l'unique ressource du jeu, le joueur doit principalement extraire et raffiner du pétrole. Il dispose également de sources d'appoints, comme les capteurs à vent, qui sont spécifiques à chaque faction et qu'il débloque en améliorant son bâtiment principal. Chaque faction dispose d'unités spécifiques. Les survivants s'appuient ainsi sur des unités classique dont l'infanterie ou les chars d'assaut. Les mutants n'utilisent pas de véhicules mais des animaux géants, comme des crabes, des hippopotames ou des scorpions. De leur côté, les séries 9 s'appuient sur une panoplie de robots de combat. Chaque faction possède également un avantage spécifique. Les unités des séries 9 sont par exemple plus résistantes, mais plus coûteuses, que celles de leurs adversaires. De leur côté, les mutants peuvent invoquer des démons en sacrifiant leurs fantassins. Chaque faction dispose en revanche de bâtiments équivalents dont un quartier général, des casernes, des usines d'armement et des stations de forage. Elles peuvent également construire un centre de recherche qui permet d'améliorer les autres bâtiments afin de débloquer des unités ou des structures plus perfectionnés. 
En solo, le jeu propose un tutoriel ainsi qu'une campagne de 17 missions pour chaque camp, soit 51 missions au total. Les campagnes se déroulent sur une carte de la région où se déroule le conflit, divisé en plusieurs zones qui correspondent chacune à une mission. L'objectif est de conquérir progressivement toutes les zones de la carte, le joueur pouvant choisir la mission suivante une fois la précédente terminée. Il propose également un mode multijoueur qui permet de jouer à deux par modem et jusqu'à huit joueurs en réseau local ou sur Internet,. Il propose enfin un éditeur de niveau qui permet de créer des scénarios aussi bien pour le mode solo que pour le mode multijoueur.

## Versions
KKND2 est adapté sur PlayStation en 1999 sous le titre KKnD: Krossfire.

## Accueil
| KKND2                 |      |        |
| Média                 | Pays | Notes  |
| Computer Gaming World | US   | 3,5/5  |
| Cyber Stratège        | FR   | 3/5    |
| GameSpot              | US   | 5,7/10 |
| Gen4                  | FR   | 3/6    |
| Jeuxvideo.com         | FR   | 15/20  |
| Joystick              | FR   | 45 %   |
| PC Gamer UK           | GB   | 76 %   |
| PC Zone               | UK   | 66 %   |

À sa sortie, KKND 2 fait l’objet d’une critique plutôt positive du journaliste Tom Chick du magazine Computer Gaming World qui souligne sa ressemblance Command and Conquer et qui le considère comme un retour aux sources du genre avec ses mécanismes très classiques, son unique ressource et l’absence d’unités disposant de capacités spéciales. Il juge néanmoins qu’il propose « un gameplay très solide », qui se focalise sur les combats plutôt que sur la gestion des ressources ou l’utilisation de capacités spéciales, et suffisamment varié grâce à la possibilité de customiser certaines unités. Il déplore en revanche que les différences entre ses trois factions ne soient pas aussi marquées que dans StarCraft, leurs mécanismes de jeu respectifs étant quasiment identiques. Il salue par contre la « flexibilité » de ses modes escarmouches et multijoueur qui, combinée avec son « architecture ouverte » dans la lignée de celle de Dark Reign, lui permet d’offrir une durée de vie bien supérieure à celle de ses trois campagnes. Sur le plan technique, il juge son interface graphique et son intelligence artificielle plutôt correcte même s’il regrette que sa mini-map couvre une zone trop petite et qu’il soit possible de tromper l’ordinateur avec des astuces classiques. La critique de Frédéric Dufresne dans le magazine Gen4 est plus mitigée. Il le considère en effet comme un énième clone de Command and Conquer dont les « nombreux éléments empruntés à d’autres jeux » forment un tout « cohérent », mais dont la seule originalité réside dans la possibilité de personnaliser certaines unités en y ajoutant des modules. S’il estime qu’il est facile à prendre en main, doté d’une bonne jouabilité et très complet, il déplore que son système de jeu souffre de plusieurs défauts, dont la lenteur de la production des unités, les lacunes de son intelligence artificielle et sa difficulté mal dosée. Sur le plan technique, il juge l’aspect visuel des unités correct, les décors bien rendus et l’ambiance sonore réussie avant de conclure que malgré sa « réalisation sympathique », sa « jouabilité agréable » et son « humour omniprésent », il n’a pas le charisme et l’intérêt de Starcraft ou la richesse et la profondeur de Total Annihilation. Le journaliste de Joystick est encore plus critique. Il estime en effet qu’il a « deux ans de retard » avec ses graphismes qui manquent de caractères, ses missions déjà vues et les lacunes de son interface et de son intelligence artificielle. Il juge ainsi qu’il est « aussi raté que son prédécesseur » et qu’il est loin d’être au niveau de Starcraft ou de Total Annihilation.

## Postérité
Surfant sur la relative popularité de KKnD et KKND2, Beam Software commence a en développer une suite — baptisée KKND: Infiltrator — mais celle-ci est finalement annulée.